# Il meglio di Orietta - Vol. 2
Il meglio di Orietta - Vol. 2 è un album raccolta di Orietta Berti che contiene i suoi maggiori successi in versioni riarrangiate, pubblicato nel 2000 dalla MBO in collaborazione con la Sony Music.
Si tratta del seguito de Il meglio di Orietta - Vol. 1 uscito sempre nel 2000 qualche mese prima.

## Tracce
1. Stasera ti dico di no (Conti, Pace)
2. Tipitipiti (Pace, Pilat, Panzeri)
3. Ancora un po' con sentimento (Cazzulani, Pace)
4. Fin che la barca va (Arrigoni, Pilat, Panzeri)
5. Tu che non sorridi mai (Terzi, Sili)
6. Via dei ciclamini (Conti, Pace, Argenio, Panzeri)
7. Io, tu e le rose (Brinniti, Pace, Panzeri)
8. L'amoroso (Lombardo, Pallavicini, Foini)
9. Osvaldo tango (Cazzulani, Pace, Panzeri)
10. Dove non so (Tema di Lara) (Calabrese, Jarre, Webster)